# 모정초등학교
모정초등학교는 대한민국 전라북도 진안군 정천면 모정리 882에 있었던 초등학교이다.

## 연혁
- 1936년 5월 25일 정천공립보통학교 부설 모정간이학교 개교(설립인가 5월 5일)
- 1947년 3월 1일 정천공립국민학교 모정분교장 설치인가
- 1950년 7월 10일 모정국민학교로 승격
- 1996년 3월 1일 모정초등학교로 개칭
- 1997년 2월 19일 제48회 졸업식(누계 1625명)
- 1997년 3월 1일 진안초등학교로 통폐합